# Chevrolet Silverado EV

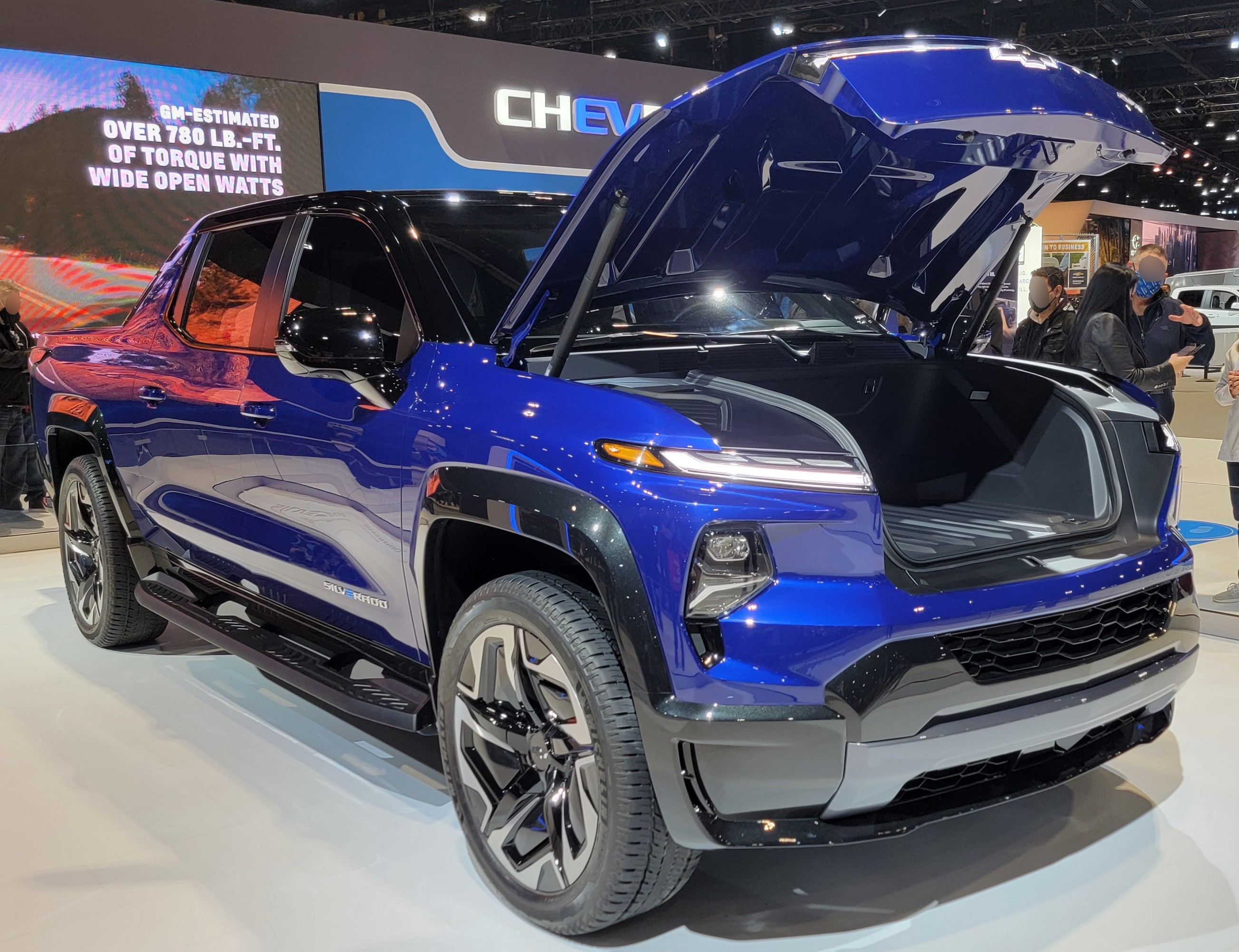
Chevrolet Silverado EV

Chevrolet Silverado EV — электромобиль на базе Chevrolet Silverado, выпускаемый с 2023 года под маркой Chevrolet, которая принадлежит General Motors. Впервые был представлен на выставке Consumer Electronics Show. По габаритам автомобиль ниже базовой модели.
Это первый серийный электромобиль-пикап производства Chevrolet. Также существует собрат GMC Sierra EV.
Автомобиль производится на платформе BT1 Ultium и оснащается кабиной от Chevrolet Avalanche. Со второго квартала 2023 года автомобиль производится компанией Factory Zero. Отделки автомобиля — WT и RST First Edition.
Мощность двигателя Chevrolet Silverado EV составляет порядка 664 л. с. Автомобиль оснащён системами CarPlay и Android Auto. Опционально присутствует функция Multi-Flex Tailgate, автоматически открывающая задний борт кузова. Запас хода составляет 645 км.
Конкурентом является Hummer.